# Verjovye (Oriol)
Verjovye (ruso: Верхо́вье) es un asentamiento de tipo urbano de Rusia, capital del raión homónimo en la óblast de Oriol.
En 2023, la localidad tenía una población de 7053 habitantes. En su territorio no hay pedanías.
Se ubica unos 50 km al noroeste de Livny, sobre la carretera que une Zálegoshch con Jomutovo.

## Historia
Se conoce la existencia de la localidad en documentos desde 1815, y en su origen era una pequeña aldea (derevnia) vinculada al vecino pueblo de Gálichye. Se desarrolló en la década de 1860 como poblado ferroviario de la línea de Oriol a Yelets. En 1871 partió desde aquí en esta línea un ramal ferroviario a Livny, que fue el primer ferrocarril de vía estrecha de Rusia hasta que en 1898 se reconstruyó como línea de ancho común. Su posición como cruce ferroviario hizo que a principios del siglo XX tuviera ya unos setecientos habitantes, aunque formalmente seguía considerándose una aldea.
Adoptó el estatus de capital distrital en 1928, cuando se definieron los raiones de la óblast de Chernozem Central; en aquel momento pasó a considerarse un pueblo (seló), hasta que en 1958 adoptó el estatus de asentamiento de tipo urbano. En el censo de 1989, antes de la disolución de la Unión Soviética, llegó a tener casi nueve mil habitantes.